# Liste der stillgelegten Eisenbahnstrecken in Mecklenburg-Vorpommern
Die Liste der stillgelegten Eisenbahnstrecken in Mecklenburg-Vorpommern enthält Eisenbahnstrecken oder Teilabschnitte davon auf dem Gebiet des heutigen Landes Mecklenburg-Vorpommern, auf denen der Personenverkehr eingestellt oder die für den gesamten Personen- und Güterverkehr stillgelegt wurden.

## Einstellung des Personenverkehrs auf Eisenbahnstrecken seit dem Jahre 1910
In der folgenden Tabelle sind die Daten der Einstellung des Personenverkehrs genannt. Sofern über einen längeren Zeitraum nach dessen Einstellung noch Güterverkehr auf der jeweiligen Strecke betrieben wurde, ist dies gesondert vermerkt. Eine amtliche Streckenstilllegung fand in der Regel einige Zeit nach Einstellung des Gesamtverkehrs statt.

### 1910er Jahre
| Datum    | Strecke zwischen den Bahnhöfen | Teil der Gesamtverbindung | Anmerkung |
| -------- | ------------------------------ | ------------------------- | --------- |
| vor 1914 | Crenzow – Rubkow – Buddenhagen | Anklam-Lassaner Kleinbahn |           |

### 1930er Jahre
| Datum        | Strecke zwischen den Bahnhöfen        | Teil der Gesamtverbindung                 | Anmerkung                                                                                            |
| ------------ | ------------------------------------- | ----------------------------------------- | --- |
| 1. Jan. 1933 | Kemnitz – Kühlenhagen                 | Kleinbahn-Gesellschaft Greifswald-Wolgast | |
| 1936         | Stralsund – Stralsund Hafen           | Hafenbahn Stralsund                       | |
| 1936         | Wiek (Rügen) – Bug                    | Rügensche Kleinbahn                       | |
| 14. Mai 1939 | Wolgast Hafen – Kröslin – Lubmin Dorf | Kleinbahn-Gesellschaft Greifswald-Wolgast | nur Schmalspurteil – Normalspur bis Kröslin siehe 1963; kurzzeitige Reaktivierung 1943–1945          |
| 9. Sep. 1939 | Greifswald – Greifswald Hafen         |                                           | saisonierte Züge; letzter Fahrtag laut Kursbuch 1939, im Kursbuch 1940 gibt es diese Züge nicht mehr |

### 1940er Jahre
| Datum         | Strecke zwischen den Bahnhöfen                         | Teil der Gesamtverbindung                         | Anmerkung                                 |
| ------------- | ------------------------------------------------------ | ------------------------------------------------- | ----------------------------------------- |
| 1. Mai 1945   | Warnemünde – Markgrafenheide                           | Warnemünde – Markgrafenheide                      |                                           |
| Aug. 1945     | Anklam – Crenzow – Lassan                              | Anklam-Lassaner Kleinbahn                         |                                           |
| 8. Aug. 1945  | Daber – Hintersee (Vorpommern) – Neuwarp (Nowe Warpno) | Randower Bahn                                     |                                           |
| 1945          | Anklam Klb – Leopoldshagen                             |                                                   |                                           |
| 1945          | Gellendin – Uhlenhorst                                 |                                                   |                                           |
| 1945          | Bresewitz – Prerow                                     | Velgast–Prerow (Darßbahn)                         |                                           |
| 1945          | Casekow – Penkun – Pommerensdorf                       | Kleinbahn Casekow–Penkun–Oder                     |                                           |
| 1945          | Demmin – Schmarsow – Altentreptow                      | Demminer Bahnen                                   |                                           |
| 1945          | Demmin – Metschow – Altentreptow / Stavenhagen         | Demminer Bahnen                                   |                                           |
| 1945          | Stavenhagen – Bredenfelde                              | Demminer Bahnen                                   |                                           |
| 1945          | Heinrichshof – Brohm – Groß Daberkow Klb/Jatzke        |                                                   |                                           |
| 1945          | Jarmen – Dennin                                        |                                                   |                                           |
| 1945          | Dennin – Janow                                         |                                                   |                                           |
| 1945          | Greifswald – Kemnitz – Lubmin Dorf – Lubmin Seebad     |                                                   |                                           |
| 1945          | Wolgast Hafen – Kröslin – Lubmin Dorf                  | Kleinbahn-Gesellschaft Greifswald-Wolgast         | nur Schmalspurteil, Normalspur siehe 1963 |
| 1945          | Möllenhagen – Neubrandenburg                           | Parchim–Neubrandenburg (Mecklenburgische Südbahn) |                                           |
| 1945          | Sanitz – Tribsees                                      | Rostock–Tribsees/Tessin                           |                                           |
| 1945          | Tribsees – Franzburg – Stralsund                       | Stralsund–Tribsees                                |                                           |
| 1945          | Tribsees – Grimmen – Greifswald                        | Greifswald–Grimmen–Tribsees                       |                                           |
| 30. Apr. 1945 | Greifswald – Dargezin – Züssow                         | Greifswald–Jarmener Kleinbahn                     |                                           |
| 1945          | Malliß – Lübtheen                                      | Malliß–Lübtheen                                   |                                           |
| 1945          | Schönberg – Dassow                                     | Schönberg–Dassow                                  |                                           |
| Aug. 1947     | Parchim – Suckow                                       | Parchim–Suckow                                    |                                           |
| Sep. 1947     | Barth – Bresewitz                                      | Velgast–Prerow (Darßbahn)                         |                                           |
| 1947          | Thurow – Blankensee Ost – Woldegk – Strasburg          |                                                   |                                           |

### 1950er Jahre
| Datum         | Strecke zwischen den Bahnhöfen | Teil der Gesamtverbindung | Anmerkung |
| ------------- | ------------------------------ | ------------------------- | --------- |
| 15. Okt. 1958 | Schmarsow – Jarmen Nord        | Demminer Bahnen           |           |

### 1960er Jahre
| Datum         | Strecke zwischen den Bahnhöfen           | Teil der Gesamtverbindung                                              | Anmerkung                                                                 |
| ------------- | ---------------------------------------- | ---------------------------------------------------------------------- | ------------------------------------------------------------------------- |
| 1960 er       | Demmin – Siedenbrünzow – Tutow           | Demmin–Tutow                                                           |                                                                           |
| 30. Nov. 1960 | Ferdinandshof – Uhlenhorst               | Ferdinandshof–Friedland–Jarmen (Mecklenburg-Pommersche Schmalspurbahn) |                                                                           |
| 27. Mai 1961  | Pasewalk – Klockow                       | Kleinbahn Klockow–Pasewalk                                             |                                                                           |
| 16. Juni 1961 | Stralsund Lb – Stralsund-Stadtwald       | Franzburger Kreisbahnen                                                |                                                                           |
| 25. Mai 1963  | Wolgast Hafen – Kröslin                  |                                                                        | Güterverkehr nach Kröslin bis 1965, bis Wolgast Industriegelände bis 1997 |
| 4. Okt. 1963  | Pasewalk Ost – Klockow                   |                                                                        |                                                                           |
| 30. Mai 1964  | Pasewalk Ost – Uhlenkrug                 | Pasewalk–Gumnitz                                                       |                                                                           |
| 29. Mai 1965  | Uhlenhorst – Friedland                   |                                                                        |                                                                           |
| 29. Juni 1964 | Hermannshof – Ribnitz-Damgarten Ost      | Franzburger Kreisbahnen                                                |                                                                           |
| 1. Nov. 1966  | Ganzlin – Röbel                          | Ganzlin–Röbel                                                          |                                                                           |
| 1. März 1967  | Mirow – Rechlin                          | Mirow–Rechlin                                                          |                                                                           |
| 28. Sep. 1967 | Boizenburg – Boizenburg Stadt            | Boizenburger Stadt- und Hafenbahn                                      |                                                                           |
| 3. Dez. 1967  | Altefähr – Garz – Putbus                 | Rügensche Kleinbahn                                                    |                                                                           |
| 10. Sep. 1968 | Fährhof – Altenkirchen                   | Rügensche Kleinbahn                                                    |                                                                           |
| 29. Sep. 1968 | Brahlstorf – Neuhaus (Elbe)              | Brahlstorf–Neuhaus                                                     |                                                                           |
| 30. Nov. 1968 | Stralsund-Stadtwald – Altenpleen – Barth | Franzburger Kreisbahnen                                                |                                                                           |
| 30. Nov. 1968 | Altenpleen – Klausdorf                   | Franzburger Kreisbahnen                                                |                                                                           |
| 13. Nov. 1969 | Franzburg – Neu Seehagen                 | Velgast–Tribsees/Franzburg                                             |                                                                           |
| 31. Mai 1969  | Anklam Klb – Wegezin-Dennin – Friedland  |                                                                        |                                                                           |
| 31. Mai 1969  | Toitz-Rustow – Loitz                     | Toitz-Rustow–Loitz                                                     | Güterverkehr bis 1997                                                     |

### 1970er Jahre
| Datum         | Strecke zwischen den Bahnhöfen  | Teil der Gesamtverbindung                         | Anmerkung         |
| ------------- | ------------------------------- | ------------------------------------------------- | ----------------- |
| 19. Jan. 1970 | Bergen (Rügen) – Wittower Fähre | Rügensche Kleinbahn                               |                   |
| 1970          | Kargow – Möllenhagen            | Parchim–Neubrandenburg (Mecklenburgische Südbahn) | noch Güterverkehr |
| 4. Nov. 1971  | Barth – Hermannshof             | Franzburger Kreisbahnen                           |                   |

### 1990er Jahre
| Datum         | Strecke zwischen den Bahnhöfen      | Teil der Gesamtverbindung  | Anmerkung              |
| ------------- | ----------------------------------- | -------------------------- | ---------------------- |
| 14. Jan. 1994 | Neubrandenburg – Friedland          | Neubrandenburg–Friedland   |                        |
| 27. Mai 1995  | Grevesmühlen – Klütz                | Grevesmühlen–Klütz         |                        |
| 27. Mai 1995  | Velgast – Neu Seehagen – Tribsees   | Velgast–Tribsees/Franzburg |                        |
| 1. Juni 1996  | Sternberg – Karow                   | Wismar–Karow               |                        |
| 1. Juni 1996  | Teterow – Gnoien                    | Teterow – Gnoien           |                        |
| 1. Juni 1996  | Waren (Müritz) – Malchin            | Waren (Müritz) – Malchin   |                        |
| 1. Juni 1996  | Malchin – Dargun                    | Malchin – Dargun           |                        |
| 1997          | Sassnitz – Sassnitz Hafen           | Stralsund–Sassnitz         |                        |
| 23. Mai 1998  | Hornstorf – Blankenberg – Sternberg | Wismar–Karow               |                        |
| 23. Mai 1998  | Wittstock/Dosse – Mirow             | Wittenberge–Strasburg      |                        |
| 23. Mai 1999  | Schönwalde – Lubmin Werkbf          | Schönwalde–Lubmin          | weiterhin Güterverkehr |

### 2000er Jahre
| Datum         | Strecke zwischen den Bahnhöfen   | Teil der Gesamtverbindung | Anmerkung |
| ------------- | -------------------------------- | ------------------------- | --- |
| 27. Mai 2000  | Dömitz – Malliß – Ludwigslust    | Ludwigslust–Dömitz        | |
| 27. Mai 2000  | Hagenow Land – Zarrentin (Meckl) | Hagenow Land–Bad Oldesloe | Hagenow Land bis Hagenow Stadt ab dem 15. Dezember 2002 reaktiviert                                                                               |
| 27. Mai 2000  | Neustrelitz – Thurow – Feldberg  |                           | |
| 23. Sep. 2000 | Priemerburg – Karow – Meyenburg  | Güstrow–Meyenburg         | seit 2013 zeitweise Saisonverkehr an Wochenenden auf verschiedenen Abschnitten Krakow am See (Meckl)–Meyenburg; aktuell Karow (Meckl)–Plau am See |
| 27. Mai 2001  | Lietzow – Sassnitz Fährhafen     |                           | nur Regionalverkehr, Nachtzug fuhr noch bis 2019; 2022 temporäre Reaktivierung des Regionalverkehrs an Sonnabenden im Sommer                      |

### 2010er Jahre
| Datum         | Strecke zwischen den Bahnhöfen      | Teil der Gesamtverbindung     | Anmerkung                              |
| ------------- | ----------------------------------- | ----------------------------- | -------------------------------------- |
| 8. Dez. 2012  | Rostock Hbf – Rostock Seehafen Nord | Rostock-Rostock Seehafen Nord | S-Bahn Rostock                         |
| 30. Apr. 2015 | Parchim – Karow – Malchow           | Parchim–Neubrandenburg        | seit 2020 Saisonverkehr an Wochenenden |